# Errolium piceum
Errolium piceum är en stekelart som beskrevs av Lubomir Masner och Lars Huggert 1989. Errolium piceum ingår i släktet Errolium och familjen gallmyggesteklar. Inga underarter finns listade i Catalogue of Life.